# 그리스 신화와 서양 예술

보티첼리의 《비너스의 탄생》(1485–1486년 경, 캔버스에 유화, 우피치, 플로렌스) — 고대 다신교의 새로운 관점을 목적으로 한 베누스 푸티카의 재현. 현대인을 위한 르네상스 정신의 전형으로도 통한다.

르네상스 시대에 고전 고대에 대한 재발견이 이루어지면서, 오비디우스의 시는 시인과 예술가들의 영감을 자극하는 영향력을 행사하게 되었고, 다음 세기 동안 이어지는 그리스 신화의 보급과 인식에 근원적인 영향력으로 자리 잡았다. 르네상스 초기부터 예술가들은 전통적인 기독교 주제와 더불어 그리스 신화에 대한 주제를 묘사하기 시작했다. 이 중에서 가장 잘 알려진 주제는 이탈리아 예술가인 보티첼리의 《비너스의 탄생》, 《팔라스와 켄타우로스》, 레오나르도 다 빈치, 미켈란젤로, 그리고 라파엘로의 《갈라테아》가 있다. 또한, 라틴어 매체와 오비디우스의 시를 통해 이탈리아의 페트라르카, 보카치오, 단테 등과 같은 중세와 르네상스의 시인들도 그리스 신화의 영향을 받았다.
북부 유럽에서 그리스 신화는 시각 예술의 주제로는 쓰이지 않았으나, 문학 분야에서는 큰 영향을 주었다. 라틴과 그리스 고전 원문을 번역하면서 신화 이야기를 주제로 다루는 것이 가능해진 것이다. 영국에서는 초서, 엘리자베스 시대의 존 밀턴이 그리스 신화의 영향을 받았으며, 셰익스피어와 로버트 브리지스에 이르는 거의 모든 주요 영국 시들도 그리스 신화에서 그 영감을 받았다. 프랑스의 장 라신과 독일의 괴테는 그리스 희곡을 부활시켰다. 라신은 파이드라, 안드로마케, 오이디푸스와 이피게네이아처럼 많은 고대 신화들을 새로운 목적으로 개작하였다.

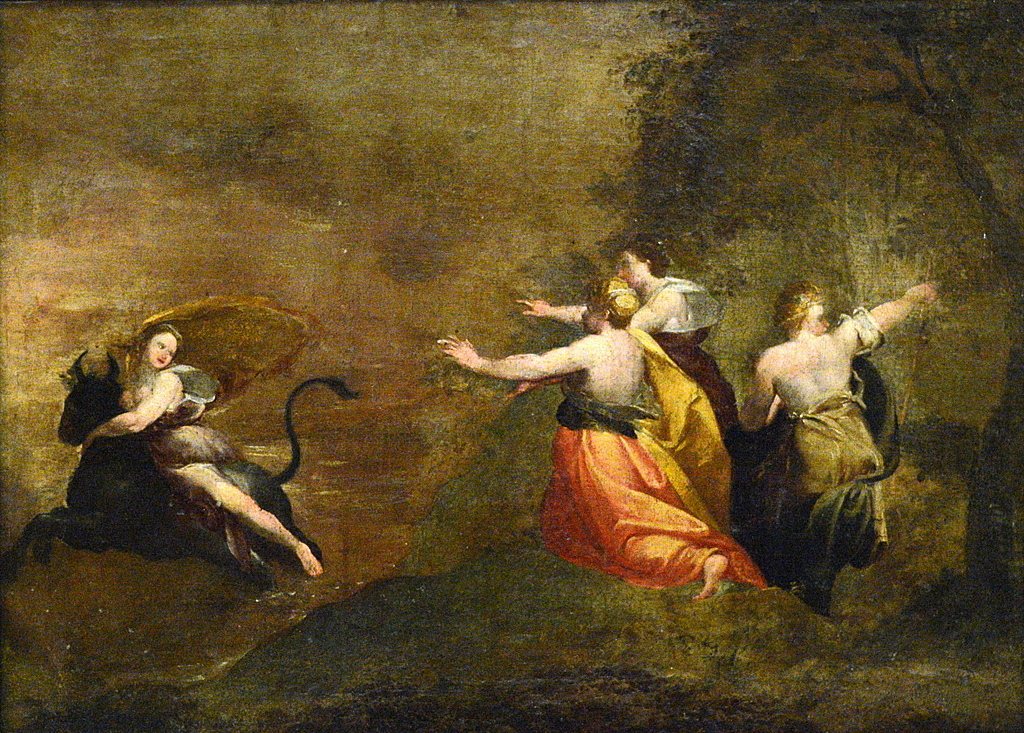
프란시스코 고야, 《에우로페의 납치》(El rapto de Europa), 1772년

18세기에는 계몽주의의 철학 변혁이 유럽에 퍼지면서 그리스 신화에 대한 반발 작용이 일어나게 되었고, 그리스와 로마의 과학과 철학에 대한 업적을 강조하는 풍조가 강해졌다. 그러나 신화는 각본 작가에게는 가공되지 않은 소재의 중요한 출처로 계속해서 쓰였으며, 이를 통해 헨델의 오페라 《아드메토》, 《세멜레》, 모차르트의 《이도메네오》, 글루크의 《아울리데의 이피게네이아》의 리브레토가 만들어졌다. 세기 말에는 낭만주의가 대두되면서 신화를 포함한 그리스의 모든 것에 열중하기 시작했다. 영국에서는 이 때 그리스 비극과 호메로스에 대한 새로운 번역이 대대적으로 이루어지며 키츠, 바이런, 셸리와 같은 당대의 시인들에게 영감을 주었다. 빅토리아 여왕의 계관 시인 알프레드 테니슨 경은 헬레니즘 경향으로 인해 아서 왕의 영국 왕정을 호메로스 서사시 풍으로 묘사하기도 했다. 1816년 파르테논 대리석 조각군 구입이 자극이 되어, 시각 예술에서의 영향도 발을 맞추어 나타났다. 레이턴 경과 로렌스 앨머 태디마의 많은 "그리스" 회화는 그리스 이상의 매개로써 진정으로 인정 받았다. 18세기 독일의 작곡가 크리스토프 글루크 또한 그리스 신화의 영향을 받았다.
토마스 불핀치, 너대니얼 호손과 같은 19세기 미국 작가들은 신화가 오락을 제공해야 한다고 생각하여, 고전 신화의 연구가 영국과 미국 문학의 이해에 있어서 본질적으로 중요하다고 생각하였다. 불핀치는 다음과 같이 말하였다. "오늘날의 사람들 중에서 이른바 올림포스의 신들을 숭배하는 사람은 한 명도 없다. 이러한 신들은 지금은 신학의 분야가 아닌, 문학이나 취미의 영역에 속하여 있다." 근대에서 현대에 이르기까지 프랑스의 장 아누이, 장 콕토, 장 지로두, 미국의 유진 오닐, 영국의 T. S. 엘리엇 등의 주요 극작가와 아일랜드인 제임스 조이스, 프랑스인 앙드레 지드 등의 주요 소설가가 고전 신화 속 주제를 새롭게 재해석한 작품을 썼으며,
리하르트 슈트라우스, 자크 오펜바흐를 비롯한 여러 음악가가 그리스 신화를 음악의 주제로 삼기도 하였다.